# 陳平順
陳平順（日语：チェン・ピンシュン，1873年—1939年）為日本長崎縣長崎市松枝町地區的中華料理餐廳「四海樓」的創辦人。

## 生平
1873年（清同治12年）陳平順生於福建省福州市，1892年（光緒18年、明治25年）隻身前往長崎，首先依靠親屬經營的砂糖貿易商益隆號。當時華僑大多從事廚師、理髮師、裁縫等所謂「三刀行業」，不過陳平順向身為保證人的益隆號借錢，以二輪手推車叫賣布料。最遠叫賣至島原，一邊行商一邊攢積資金。
1899年陳平順在長崎籠町（舊稱廣馬場町）創立了中華料理餐廳兼旅館「四海樓」，廣告看板寫上「官許大清國四海樓御旅館茶園酒館時點雅菜各國料理」、「四海樓清國御料理御旅館」等。為了當時能讓大量清朝留學生吃飽，他設計營養高、價格便宜的餐食，遂將豬肉、貝類、蔬菜等十數種材料佐以豬油火炒，湯汁則以豬骨、雞肋熬製，再加入專用麵條（迥異於其他中華料理之麵條）。創業之初叫做「支那饂飩（しなうどん）」，後改稱「什錦麵（ちゃんぽん）」。後來以肉絲炒麵為基底，為了外送方便而減少湯汁，稱為「皿烏龍麵」。
1939年陳平順過世，享壽66歲。

## 內部連結
- 四海樓
- 什錦麵

## 外部連結
- （日語）四海樓